# マイケル・ライス
マイケル・ライス（Michael Reisz、1968年3月25日 - ）は、アメリカ合衆国の声優、俳優。カリフォルニア州ロサンゼルス出身。テレビドラマボストン・リーガルの脚本家としても活躍していた。E!のプロモーション映像に声の出演もしている。

## 出演作品

### テレビアニメ
1999年
- デジモンアドベンチャー（石田ヤマト、バケモン）

2000年
- ゴジラ ザ・シリーズ
- デジモンアドベンチャー02（石田ヤマト）
- メン・イン・ブラック（プリンス・レックス）

2001年
- デジモンテイマーズ（アイスデビモン）
- トランスフォーマー ロボッツ・イン・ディスガイズ（ウェッジ/ランドフィル）
- ハムナプトラ（コリン）
- 吸血姫美夕（清志）

2002年
- デジモンフロンティア（神原拓也）
- トータリー・スパイズ!（グレゴール）

2003年
- GTO

2005年
- ウィッチ -W.I.T.C.H.-（ナイジェル）
- NARUTO -ナルト-（ミズキ）
- Danger Rangers（スコット、父親）

2006年
- ウィッチ -W.I.T.C.H.-（ワーカー1）
- ザ・バットマン（プランク/ドニー）
- ベン10（ケビン）※第7話のみ

### 劇場アニメ
2000年
- Digimon: The Movie[2]（石田ヤマト）

2001年
- メトロポリス（ロック）

2002年
- カウボーイビバップ 天国の扉（ムラタ）

2002年
- Catching Kringle（コマンダー）

2005年
- デジモンアドベンチャー02 ディアボロモンの逆襲（石田ヤマト）

### OVA
2003年
- .hack//Liminality（佐藤一郎）

### ゲーム
2001年
- スタートレック アルマダII

2002年
- Star Trek: Bridge Commander（コマンダー・マシュー）
- ロード・オブ・ザ・リング（レゴラス）

2003年
- ライオンハートサーガ〜十字軍の遺産〜

2004年
- Champions of Norrath: Realms of EverQuest

2005年
- 紅忍 血河の舞

### テレビドラマ
1994年
- デイズ・オブ・アワ・ライブス（マイク）

2000年
- スタートレック:ヴォイジャー（ウイリアム・テルファー）

2003年
- 名探偵モンク（教師）

### 実写映画
1996年
- Just Friends（マーク）

1999年
- Go!Go!チアーズ（ADRループグループ）

2002年
- Dead Above Ground（ADRループグループ）

### オリジナルビデオ
2000年
- SHRIEK 最低絶叫計画 !?（副院長）

### 舞台
2003年
- Fuddy Meers

## 参加作品

### テレビドラマ（スタッフ）
2003年
- ターザンの大冒険（脚本）

2004年
- ケヴィン・ヒル（ストーリー・エディター、脚本）

2005年
- ボストン・リーガル（エグゼクティブ・ストーリー・エディター、脚本）

2006年
- ボストン・リーガル（共同プロデューサー、エグゼクティブ・ストーリー・エディター）

2008年
- Privileged（プロデューサー、脚本）

2010年
- Outlaw（プロデューサー、脚本）

2011年
- ザ・プロテクター/狙われる証人たち（スーパーバイジング・プロデューサー、脚本）

2012年
- ザ・プロテクター/狙われる証人たち（共同製作総指揮、原案）

2013年
- クライアント・リスト（製作総指揮、脚本）
- Hawaii Five-0（原案）

### 映画（スタッフ）
2010年
- Privileged（プロデューサー、脚本）